# Historische Karten der Stadt Neuss
Historische Karten der Stadt Neuss stellen die topografischen Verhältnisse nach dem Stand der Kartografie ihrer Zeit dar. Eine der ältesten Darstellungen, auf denen Neuss vorkommt, reicht auf das Jahr 1586 zurück.

## 16. Jahrhundert
Auf dem Kupferstich von Franz Hogenberg aus dem Jahre 1586 mit dem Titel „Warhaftige deschription und beschreibung der Stadt NEUS mitt beiliggende Stetten Schlosser Dorffer und Schantzen“, der dem Stadtarchiv Neuss vorliegt, finden sich Orte wie Bilk, Büttgen, Düsseldorf, Kapellen, Grefrath, Himmelgeist, Liedberg („Leiolberch“), Burgen und Adelssitze wie Burg Erprath, Haus Horst, Schloss Myllendonk, Haus Zoppenbroich, Klöster wie etwa Kloster Eppinghoven, Kloster Gnadental, Kirchen wie St. Cyriakus, Grimlinghausen. Septentrio steht für Norden, Meridies für Süden. Der Stoutgen, heute Stütger Busch, war früher ein großes Waldgebiet, in dem auch Räuber hausten.

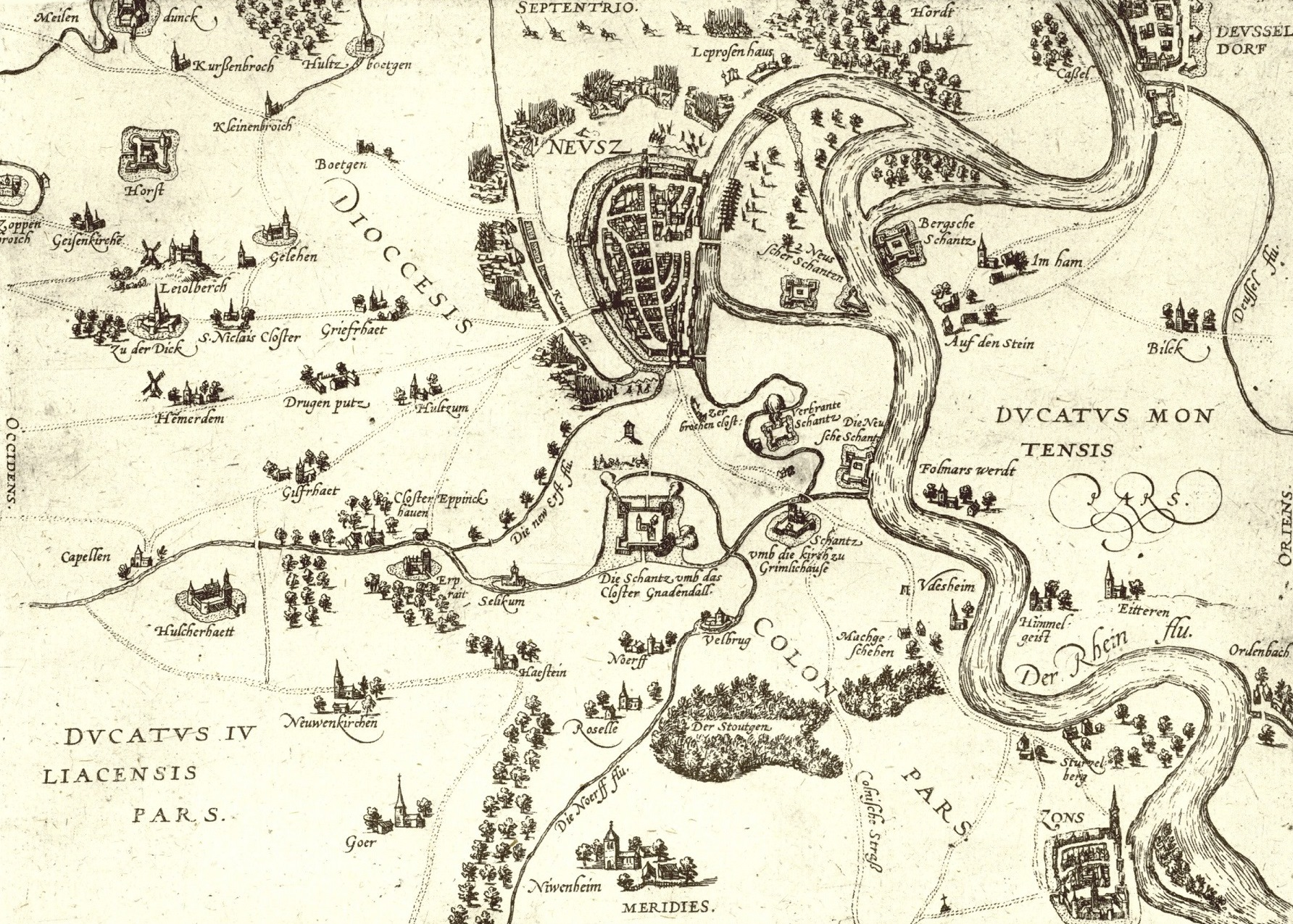
Braun Hogenberg, 1586
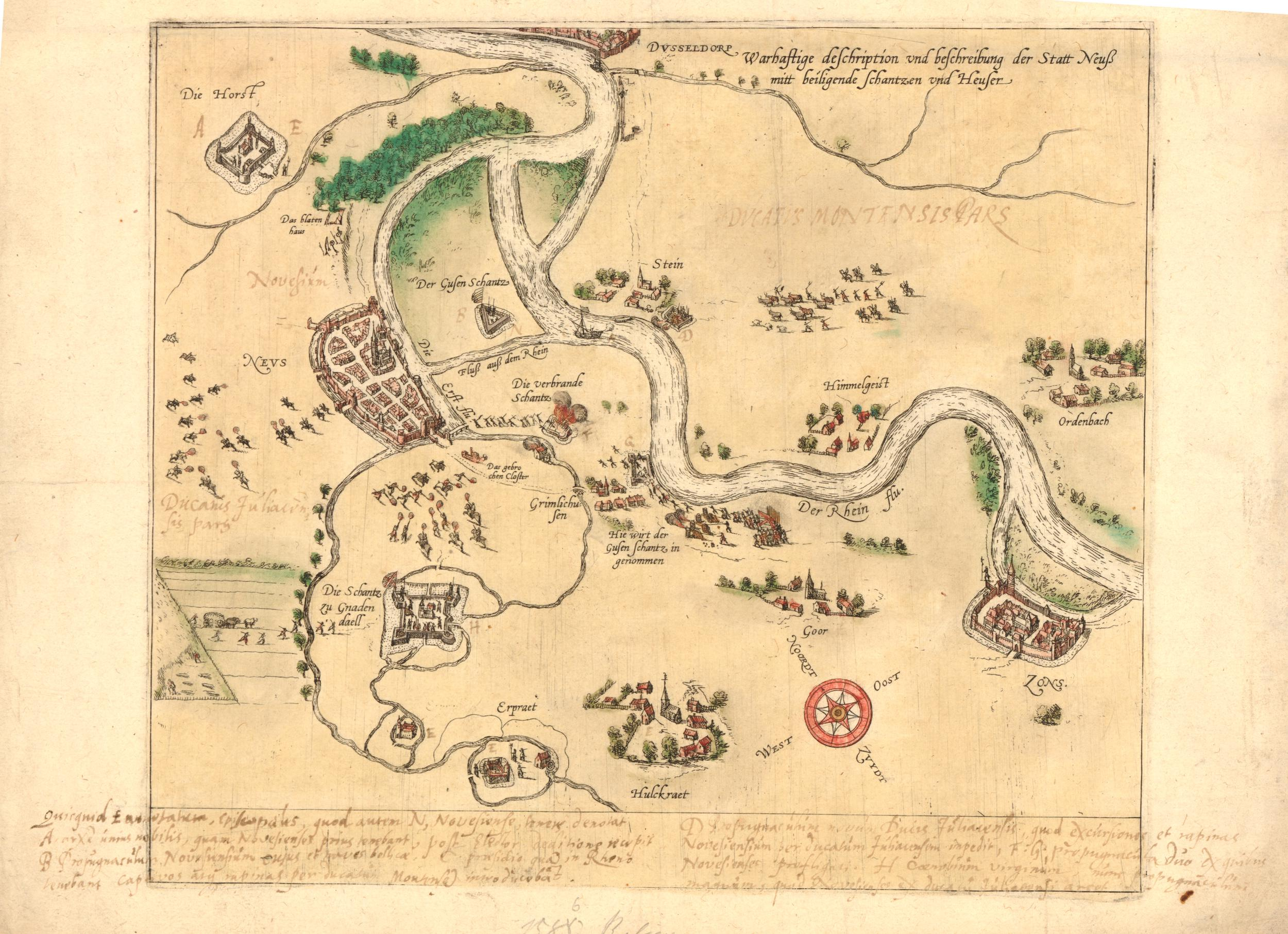
Andere Version, um 1586

Der Kupferstich von Peter Pannensmit aus dem Städtebuch von Georg Braun und Fran Hogenberg aus dem Jahre 1590 zeigt den Stadtplan von Neuss im Zustand vor der Zerstörung durch den Brand 1586. Von den Stadtmauern sind heute nur einige wenige Stücke erhalten.

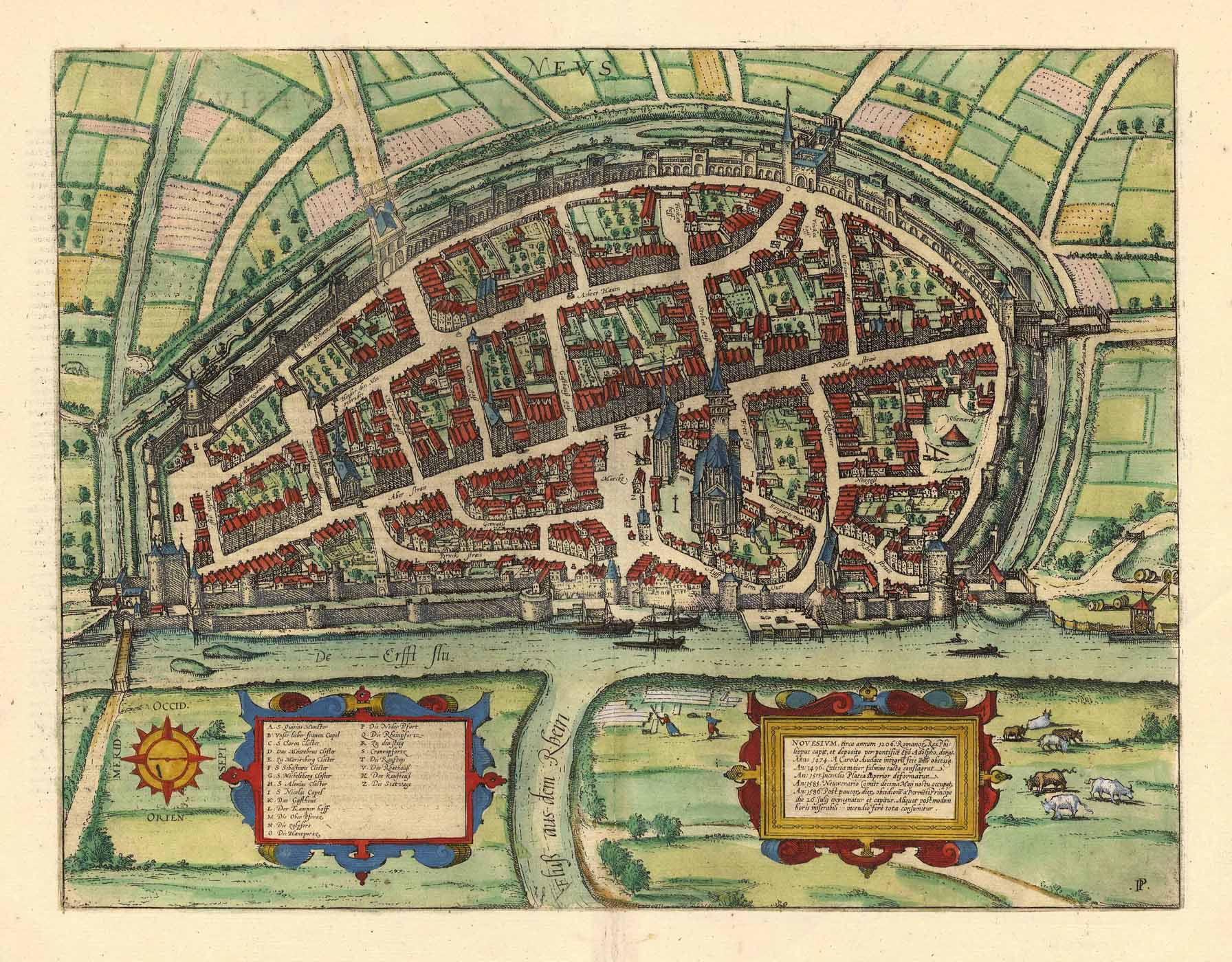
Neuss, 1590
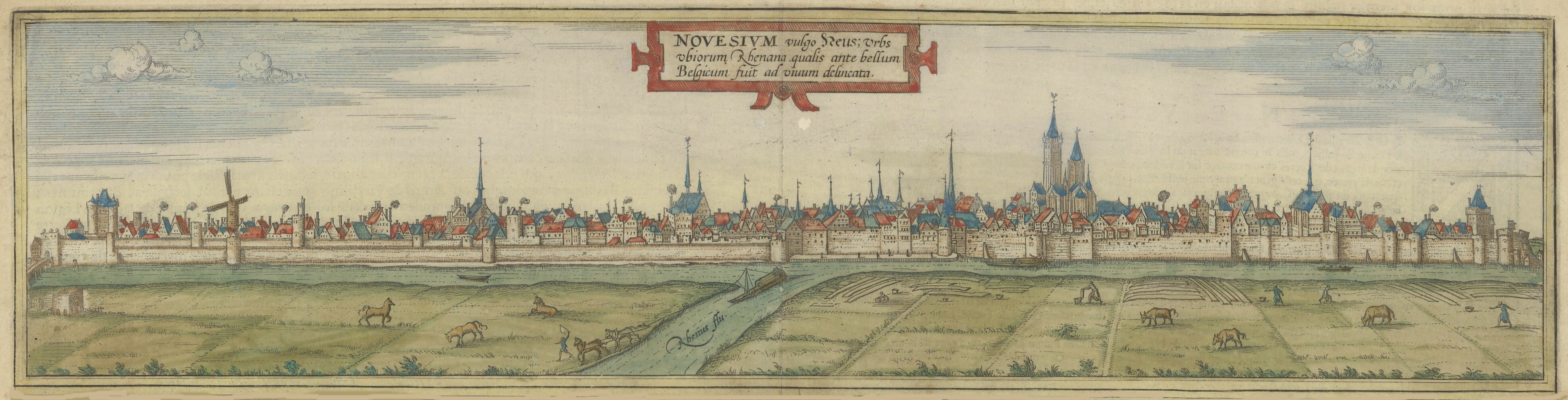
Stadtansicht aus der Situation vor 1585
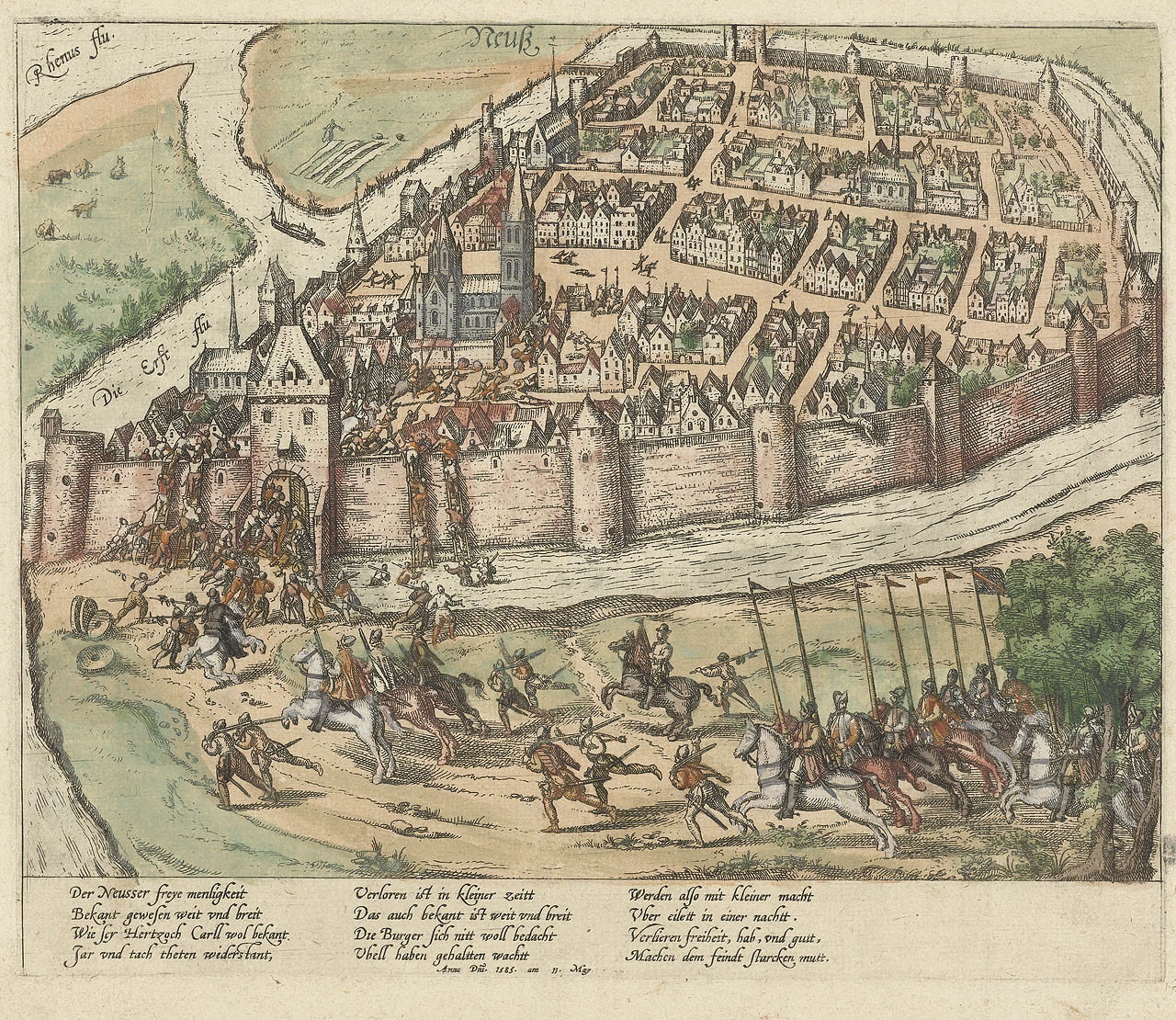
Einnahme von Neuss 1585

## 17. Jahrhundert
Die Karte „Iuliacensis et Montensis Ducatus“ (Herzogtum Jülich und Berg) stammt aus dem Atlas „Atlas Maior“ von Willem Blaeu und Joan Blaeu; sie erschien 1645. Sie nennt nur Heerdt, aber nicht Neuss.

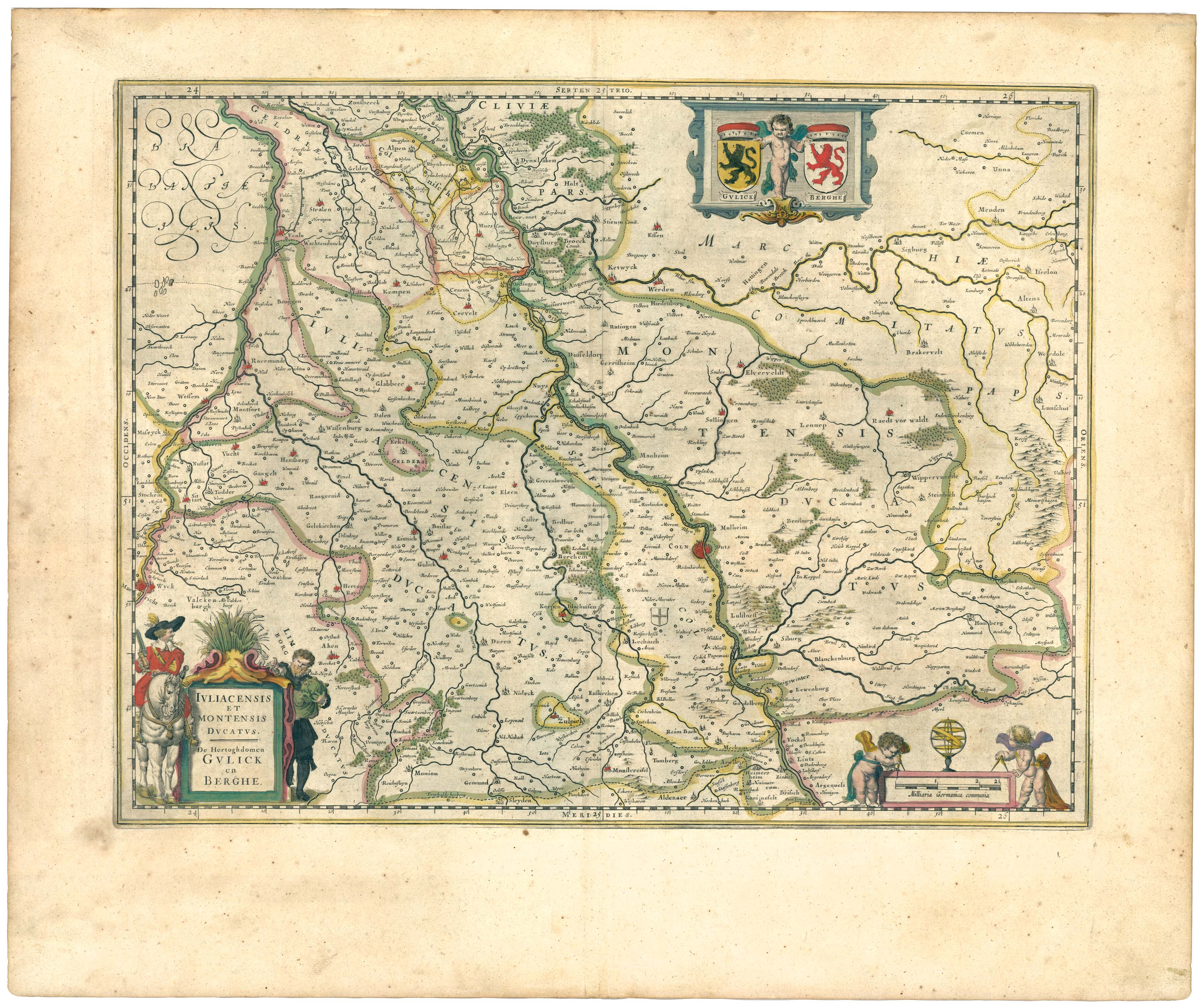
Iuliacensis et Montensis Ducatus, 1645

## 19. Jahrhundert
Bei der Topographische Aufnahme der Rheinlande wurde das Rheinland auf persönlichen Befehl Napoleons unter dem Kommando des Obersts Jean Joseph Tranchot zwischen 1801 und 1814 topographisch aufgenommen.

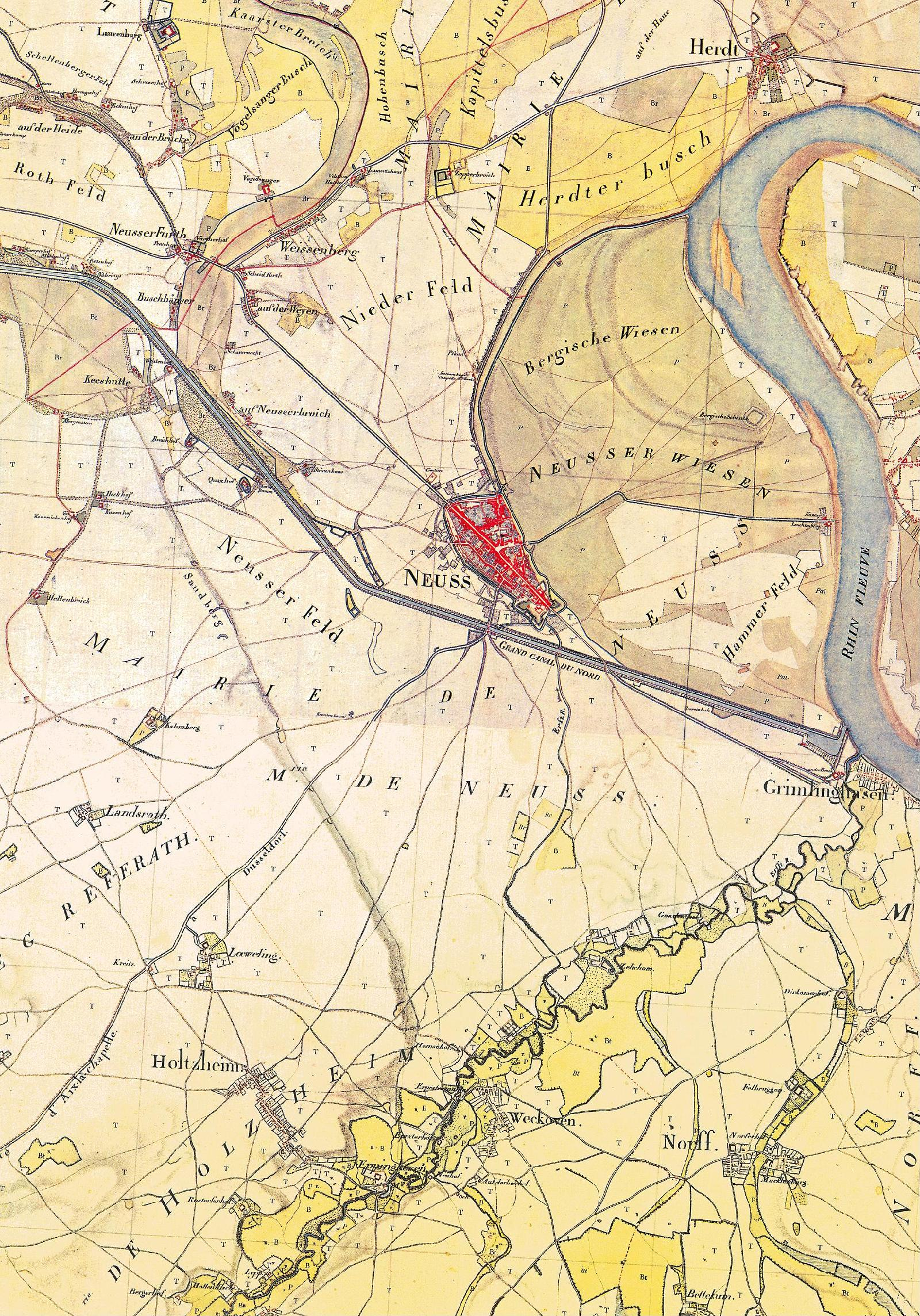
Tranchot, 1805

Die Preußische Uraufnahme von 1843–45 im Verhältnis 1 : 25.000 stellt Neuss und Umgebung auf den Blättern 4705 Willich, 4706 Düsseldorf, 4805 Korschenbroich und 4806 Neuss dar.

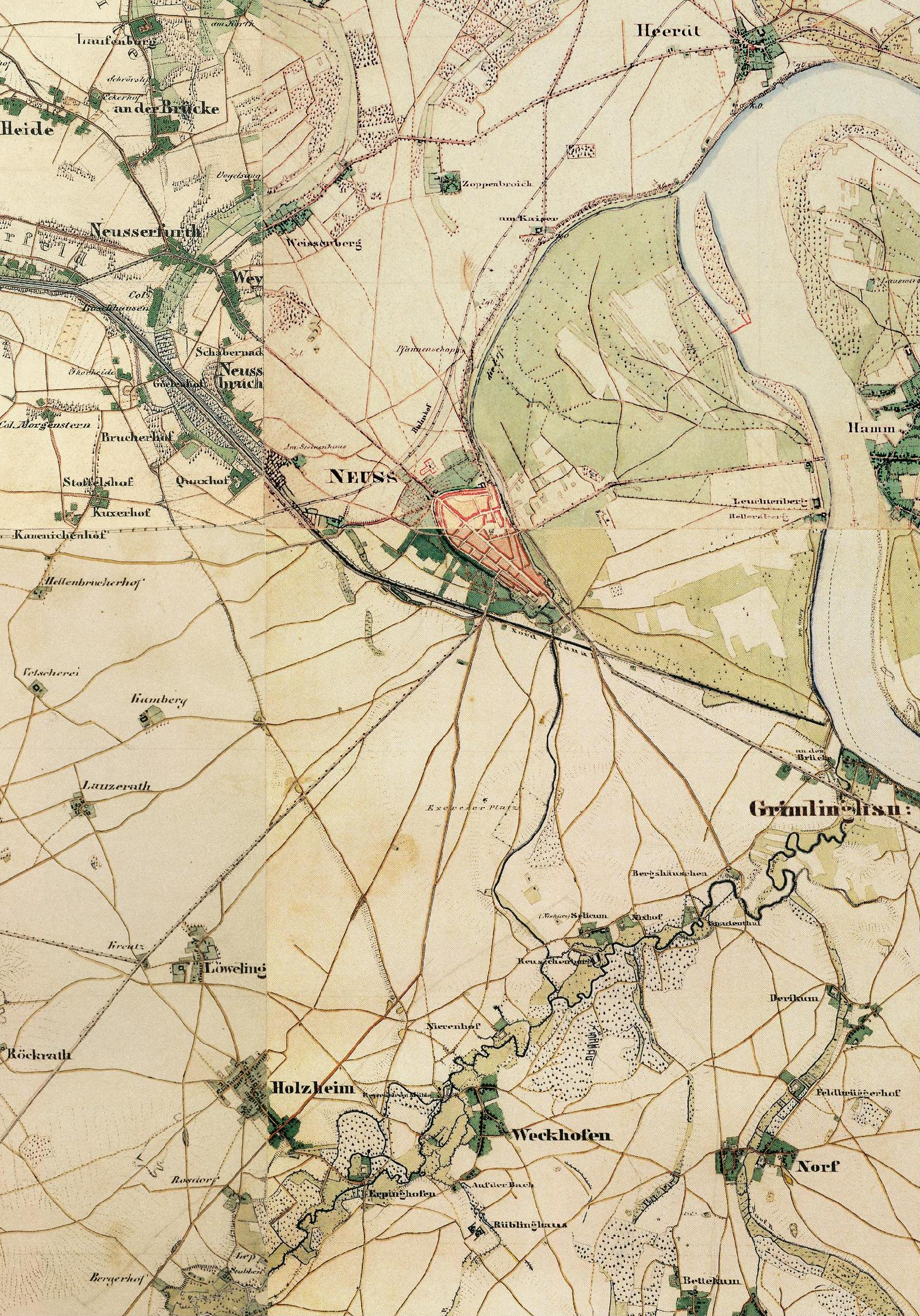
Preußische Uraufnahme, 1843–45

Im Maßstab 1:25.000 fand in den Jahren von 1877 bis 1915 die Preußische Neuaufnahme statt.

## 20. Jahrhundert
Die Karte des Deutschen Reiches („Generalstabskarte“) wurde bis 1909 fertiggestellt im Maßstab 1:100.000.

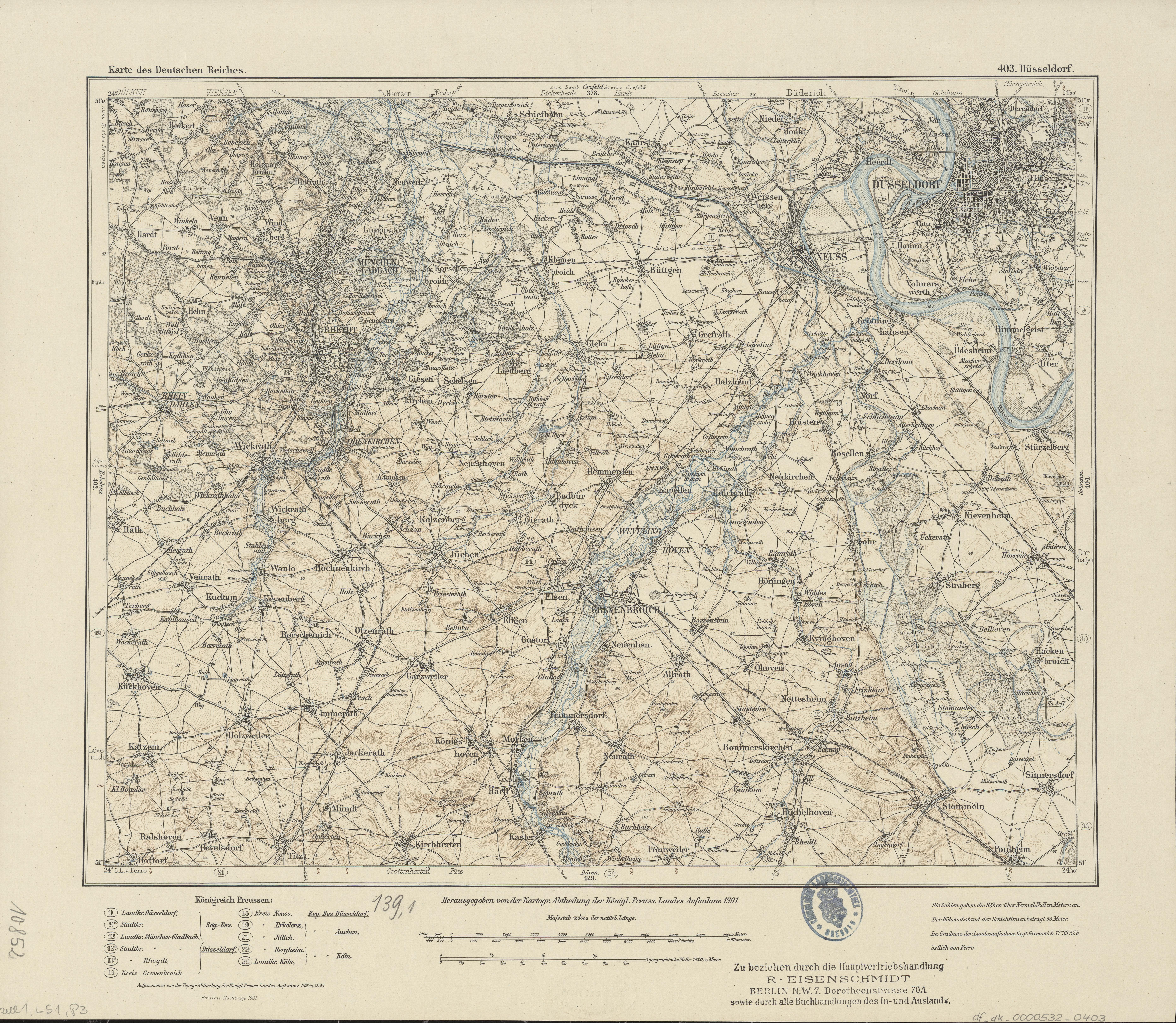
Karte des Deutschen Reiches, 1901

Die Deutsche Grundkarte im Maßstab 1:5.000 wurde lange auf Papier erstellt. Seit 1990 wird bundesweit das Amtliche Topographisch-Kartographische Informationssystem (ATKIS) aufgebaut.

## 21. Jahrhundert
Geografische Informationssysteme in privater Trägerschaft sind unter anderem Google Maps, OpenStreetMap und andere.